# Günter Graf (Politiker, 1941)
Günter Graf (* 1. Dezember 1941 in Schönlanke, Netzekreis) ist ein deutscher Polizist und Politiker (SPD). Von 1987 bis 2002 saß er im Deutschen Bundestag.

## Leben
Graf flüchtete 1945 mit seiner Mutter und seiner Schwester aus der Grenzmark Posen-Westpreußen nach Jever, Niedersachsen. Von 1948 bis 1956 besuchte er die Stadtknabenschule in Jever, bis 1957 besuchte er die Mittlere Handelsschule. Von 1957 bis 1960 machte er eine Ausbildung zum Rechtsanwaltsgehilfen und trat danach in den Dienst der Polizei Niedersachsen ein. Bis 1961 besuchte er die Landespolizeischule Niedersachsen in Hann. Münden und bis 1963 war er Mitglied der Landesbereitschaftspolizei Niedersachsen. Anschließend arbeitete er bis 1972 bei der Polizeistation Friesoythe, bis er 1972 in den gehobenen Polizeivollzugsdienst aufstieg. Bis 1987 war er Leiter des Verkehrsdienstes im Lagezentrum Oldenburg, Leiter im Außendienst im Landkreis Cloppenburg und Leiter des Polizeireviers Westerstede. Seinen Wohnsitz hatte Günter Graf lange Zeit in Friesoythe; seit 2008 lebt er in Dötlingen.

## Politik
Graf trat 1973 der SPD bei und wurde 1976 Mitglied des SPD-Unterbezirksvorstandes Cloppenburg sowie Mitglied des Bezirksausschusses Weser-Ems. In den Rat der Stadt Friesoythe wurde Graf erstmals 1974 gewählt und gehörte diesem bis zum September 2008 an. Im Jahr 1987 zog er erstmals über die Landesliste der SPD in den Deutschen Bundestag ein, dem er bis 2002 angehörte. Hier war er Mitglied der Interparlamentarischen Arbeitsgemeinschaft, stellvertretendes Mitglied des Kontrollausschusses beim Bundesausgleichsamt und schließlich stellvertretender innenpolitischer Sprecher seiner Fraktion. Bei der Bundestagswahl 2002 verzichtete Graf auf eine erneute Kandidatur. Von seinem Ämtern als Mitglied des Friesoyther Stadtrats und des Kreistags des Landkreises Cloppenburg trat Graf am 1. Oktober 2008 zurück.

## Ehrungen
- Bundesverdienstkreuz am Bande (22. Juni 1998[1])[2]